# Daptocephalus-faunazone
| Stratigrafie van de Karoosupergroep | Stratigrafie van de Karoosupergroep | Stratigrafie van de Karoosupergroep | Stratigrafie van de Karoosupergroep | Stratigrafie van de Karoosupergroep |
| Periode                             | Groep                               | Formatie ten westen van 24°O        | Formatie ten oosten van 24°O        | Faunazone                           |
| ----------------------------------- | ----------------------------------- | ----------------------------------- | ----------------------------------- | ----------------------------------- |
| Jura                                | Drakensberg                         | Hiatus                              | Drakensberg                         |                                     |
| Jura                                | Stormberg                           | Hiatus                              | Clarens                             |                                     |
| Trias                               | Stormberg                           | Hiatus                              | Elliot                              |                                     |
| Trias                               | Stormberg                           | Hiatus                              | Molteno                             |                                     |
| Trias                               | Beaufort                            | Hiatus                              |                                     |                                     |
| Trias                               | Burgersdorp                         | Hiatus                              | Cynognathus                         |                                     |
| Trias                               | Katberg                             | Hiatus                              | Lystrosaurus                        |                                     |
| Trias                               | Balfour                             | Hiatus                              |                                     |                                     |
| Perm                                | Daptocephalus                       | Hiatus                              |                                     |                                     |
| Perm                                | Teekloof                            |                                     |                                     |                                     |
| Perm                                | Cistecephalus                       |                                     |                                     |                                     |
| Perm                                | Middleton                           |                                     |                                     |                                     |
| Perm                                | Endothiodon                         |                                     |                                     |                                     |
| Perm                                |                                     |                                     |                                     |                                     |
| Perm                                | Abrahams-Kraal                      | Koonap                              | Tapinocephalus                      |                                     |
| Perm                                | Abrahams-Kraal                      | Koonap                              |                                     |                                     |
| Perm                                | Abrahams-Kraal                      | Koonap                              | Eodicynodon                         |                                     |
| Perm                                | Ecca                                | Waterford                           | Waterford                           |                                     |
| Perm                                | Ecca                                | Tierberg / Fort Brown               | Fort Brown                          |                                     |
| Perm                                | Ecca                                | Laingsburg / Ripon                  | Ripon                               |                                     |
| Perm                                | Ecca                                | Collingham                          | Collingham                          |                                     |
| Perm                                | Ecca                                | White Hill                          | White Hill                          |                                     |
| Perm                                | Ecca                                | Prince Albert                       | Prince Albert                       |                                     |
| Carboon                             | Dwyka                               | Elandsvlei                          | Elandsvlei                          |                                     |

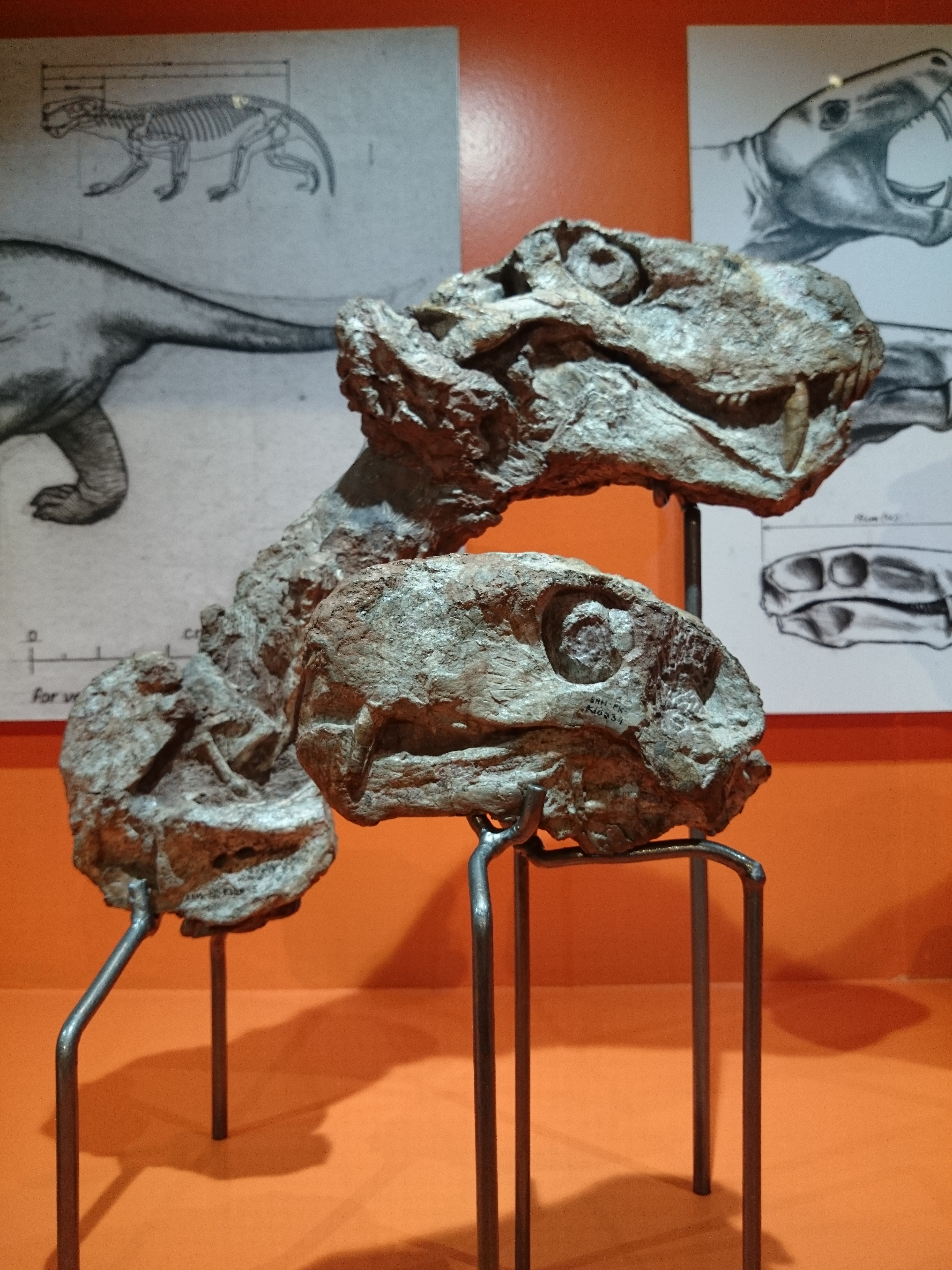
Fossiel van Aelurognathus in het Iziko South African Museum.

De Daptocephalus-faunazone (voorheen Dicynodon-faunazone) is een onderdeel van de Beaufortgroep met fossielen uit het Laat-Perm. 

## Ouderdom
De Daptocephalus-faunazone in de Balfour-formatie is de laatste faunazone uit het Perm in de Beaufortgroep en dateert uit het Laat-Wuchiapingien en Changhsingien (255,2-251,9 miljoen jaar geleden).

## Fauna
De Daptocephalus-faunazone wordt ingedeeld in twee subzones: de Dicynodon-Theriognathus Subzone en de overliggende Lystrosaurus maccaigi-Moschorhinus Subzone. Het verschijnen van Lystrosaurus maccaigi valt samen met een significante verandering in de fauna met afnemende diversiteit. De top van de Daptocephalus-faunazone valt samen met de Perm-Trias-massa-extinctie, waarbij 95% van het leven op Aarde uitstierf. 
Naamgever Daptocephalus (voorheen tot Dicynodon gerekend) met meer dan veertig fossielen en Oudenodon met meer dan zestig fossielen zijn de algemeenste dicynodonten uit deze faunazone, naast onder meer Aulacephalodon, Diictodon, Emydops, Lystrosaurus en Pristerodon. Een andere algemene soort is Procynosuchus, waarvan meer dan tien fossielen zijn gevonden van de basis tot de top van de zone. Cynosaurus is de oudst bekende galesauriër. Binnen de therocephaliërs ontwikkelden zich nieuwe vormen zoals Moschorhinus, Theriognathus en Whaitsia, terwijl ook genera uit eerdere periodes zoals Ictidosuchoides nog voorkwamen. In de Dicynodon-faunazone is sprake van een afname van diversiteit onder de gorgonopsiërs ten opzichte van oudere zones, vooruitlopend op de massa-extinctie. 
Naast therapsiden zijn ook het amfibie Rhinesuchus, het reptiel Youngina en enkele verwanten, Pareiasaurus en het hagedisachtige anapside reptiel Milleretta en verwanten bekend uit de Dicynodon-faunazone.